# سفارة المجر في روسيا
سفارة المجر في روسيا هي أرفع تمثيل دبلوماسي لدولة المجر لدى روسيا. تقع السفارة في موسكو وهي تهدف لتعزيز المصالح المجرية في روسيا.

## وصلات خارجية
- الموقع الرسمي
- قائمة سفارات المجر
- قائمة السفارات في روسيا